# Challenge Bell 2002
Challenge Bell 2002 — тенісний турнір, що проходив на закритих кортах з килимовим покриттям Club Avantage Multi-Sports у Квебеку (Канада). Належав до турнірів 3-ї категорії в рамках Туру WTA 2002. Це був 10-й за ліком Challenge Bell. Тривав з 16 до 22 вересня 2002 року. Олена Бовіна здобула титул в одиночному розряді.

## Переможниці та фіналістки

### Одиночний розряд
Олена Бовіна —  Марі-Гаяне Мікаелян, 6–3, 6–4
- Для Бовіної це був 2-й титул за сезон і 2-й - за кар'єру.

### Парний розряд
Саманта Рівз /  Джессіка Стек —  Марія Емілія Салерні /  Фабіола Сулуага, 4–6, 6–3, 7–5
- Для Рівз це був єдиний титул за сезон і 2-й - за кар'єру. Для Стек це був єдиний титул за сезон і 1-й — за кар'єру.